# Conclave del 1352
Il conclave del 1352 fu convocato alla morte di papa Clemente VI, avvenuta il 6 dicembre 1352. Iniziò il 16 dicembre e durò 2 giorni, portando all'elezione del cardinale Étienne Aubert, che prese il nome di Innocenzo VI.

## Svolgimento del conclave

### La "capitolazione" elettorale
Si trattò del primo conclave nel quale si giunse a un patto elettorale, detto anche "capitolazione", che avrebbe condizionato il comportamento del nuovo papa. I cardinali giurarono che chiunque di loro fosse stato eletto non avrebbe creato altri cardinali fino a che il loro numero non fosse sceso a 16, e comunque non avrebbe successivamente nominato altri cardinali quando il numero di loro fosse giunto a 20. Inoltre, ciascun cardinale si sarebbe impegnato a dividere le proprie entrate con gli altri componenti del collegio cardinalizio. In realtà alcuni cardinali giurarono con riserva, e in particolare Étienne Aubert, futuro eletto, espresse il giuramento con la riserva: «... nei limiti in cui ciò non sia contrario alle leggi della Chiesa». In effetti, appena eletto, Innocenzo VI dichiarò nullo il patto (o capitolazione) in quanto contrario alla norma secondo la quale il conclave aveva il solo scopo di scegliere il nuovo pontefice e, inoltre, limitava illegittimamente i poteri connessi all'ufficio stesso del pontefice.

### La votazione
Fu proposto inizialmente il nome di Jean Birel, generale dei certosini, ma il cardinale Hélie de Talleyrand-Périgord convinse i colleghi che ciò avrebbe comportato il rischio di trovarsi sul soglio un novello Celestino V, cioè una santa persona ma poco competente per un ruolo così impegnativo e complesso come quello di papa.
Fu così che venne scelto il cardinale Étienne Aubert, giurista di fama, già vescovo di Noyon e poi di Clermont, cardinale vescovo di Ostia e penitenziere maggiore.

## I cardinali
Su ventisei cardinali in carica all'epoca, venticinque parteciparono al voto. L'unico dubbio è sul cardinale Guy de Boulogne, la cui più parte delle fonti sostiene non abbia presenziato perché impegnato in missione diplomatica. In realtà il porporato non poté nemmeno partire, in quanto la morte di Clemente VI lo aveva fatto ovviamente desistere. Sussiste una lettera del 13 gennaio 1353 indirizzata dal novello pontefice al re di Francia che cita le circostanze della situazione del Boulogne.
| Nome                                  | Paese                     | Titolo                                                                            | Ruolo | Nascita  | Concistoro |
| ------------------------------------- | ------------------------- | --------------------------------------------------------------------------------- | --- | -------- | ---------- |
| Pierre des Prés                       | Regno di Francia          | Cardinale vescovo di Palestrina                                                   | Decano del Collegio cardinalizio; Arcivescovo emerito di Aix; Legato Pontificio in Inghilterra e Francia | 1282 ca. | 20/12/1320 |
| Guy de Boulogne                       | Regno di Francia          | Cardinale vescovo di Porto e Santa Rufina e Cardinale presbitero di Santa Cecilia | Arcivescovo emerito di Lione; Legato Pontificio per il Giubileo del 1350                                 | 1313     | 20/09/1342 |
| Étienne Aubert                        | Regno di Francia          | Cardinale vescovo di Ostia e di Velletri; eletto papa                             | Penitenziere Maggiore                                                                                    | 1282     | 20/09/1342 |
| Guillaume d'Aigrefeuille              | Regno di Francia          | Cardinale presbitero di Santa Maria in Trastevere                                 | Arcivescovo emerito di Saragozza                                                                         | 1326     | 17/12/1350 |
| Gil Álvarez Carrillo de Albornoz      | Regno di Castiglia e León | Cardinale presbitero di San Clemente                                              | Arcivescovo emerito di Toledo; Legato pontificio                                                         | 1310     | 17/12/1350 |
| Pierre Bertrand il Giovane            | Regno di Francia          | Cardinale presbitero di Santa Susanna                                             | Vescovo emerito di Arras                                                                                 | 1299     | 19/05/1344 |
| Hélie de Talleyrand-Périgord          | Regno di Francia          | Cardinale vescovo di Albano                                                       | Legato Pontificio; Decano del capitolo cattedrale di York e Richmond                                     | 1301     | 25/05/1331 |
| Pasteur d'Aubenats de Sarrats, O.F.M. | Regno di Francia          | Cardinale presbitero dei Santi Marcellino e Pietro                                | Arcivescovo emerito di Embrun                                                                            |          | 17/12/1350 |
| Niccolò Capocci                       | Stato Pontificio          | Cardinale presbitero di San Vitale                                                | Vescovo emerito di Urgell                                                                                |          | 17/12/1350 |
| Bertrand de Deaux                     | Regno di Francia          | Cardinale vescovo di Sabina                                                       | Legato pontificio emerito in Catalogna e Regno di Napoli                                                 | 1290 ca. | 18/12/1338 |
| Bernard de la Tour d'Auvergne         | Regno di Francia          | Cardinale diacono di Sant'Eustachio                                               | Rettore di Brompton                                                                                      | 1306     | 20/09/1342 |
| Hughes Roger                          | Regno di Francia          | Cardinale presbitero di San Lorenzo in Damaso                                     | Abate emerito di Cluny; Fratello di Clemente VI                                                          | 1293     | 20/09/1342 |
| Jean de Moulins, O.P.                 | Regno di Francia          | Cardinale presbitero di Santa Sabina                                              | Magister Sacri Palatii; Maestro generale dell'Ordine dei predicatori                                     | 1304     | 17/12/1350 |
| Guillaume de Court Novel, O. Cist.    | Regno di Francia          | Cardinale vescovo di Frascati                                                     | Camerlengo del Sacro Collegio; Abate commendatario emerito di Boulbonne;                                 |          | 18/12/1338 |
| Pierre Roger de Beaufort              | Regno di Francia          | Cardinale diacono di Santa Maria Nuova                                            | Arciprete della Basilica Lateranense; Teologo e Dottore in Diritto Canonico; futuro papa Gregorio XI     | 1330     | 29/05/1348 |
| Nicolas de Besse                      | Regno di Francia          | Cardinale diacono di Santa Maria in Via Lata                                      | Vescovo emerito di Limoges; Nipote di Clemente VI                                                        | 1320 ca. | 19/05/1344 |
| Guillaume de la Jugée                 | Regno di Francia          | Cardinale diacono di Santa Maria in Cosmedin                                      | Legato pontificio nel Regno di Napoli                                                                    | 1317     | 20/09/1342 |
| Gilles Rigaud, O.S.B.                 | Guienna inglese           | Cardinale presbitero di Santa Prassede                                            | Abate di Saint Denis                                                                                     |          | 17/12/1350 |
| Rinaldo Orsini                        | Stato Pontificio          | Cardinale diacono di Sant'Adriano al Foro                                         | Abate Commendatario di Nonantola                                                                         | 1295 ca. | 17/12/1350 |
| Jean de Caraman                       | Regno di Francia          | Cardinale diacono di San Giorgio al Velabro                                       | Canonico del Capitolo Cattedrale di Tours                                                                | 1320     | 17/12/1350 |
| Guillaume d'Aure, O.S.B.              | Regno di Francia          | Cardinale presbitero di Santo Stefano al Monte Celio                              | Abate del Monastero di Montolieu; Docente di Diritto Canonico                                            |          | 18/12/1338 |
| Raymond de Canillac, C.R.S.A.         | Regno di Francia          | Cardinale presbitero di Santa Croce in Gerusalemme                                | Arcivescovo emerito di Tolosa                                                                            | 1300 ca. | 17/12/1350 |
| Pierre de Cros, C.R.S.A.              | Regno di Francia          | Cardinale presbitero dei Santi Silvestro e Martino ai Monti                       | Vescovo emerito di Auxerre                                                                               | 1300 ca. | 17/12/1350 |
| Gaillard de la Mothe                  | Guienna inglese           | Cardinale diacono di Santa Lucia in Silice                                        | Cardinale protodiacono; Arcidiacono di Ely; Prebendario di Aylesbury                                     |          | 17/12/1316 |
| Giovanni Colonna                      | Stato Pontificio          | Cardinale diacono di Sant'Angelo in Pescheria                                     | Canonico di Bayeux                                                                                       | 1295 ca. | 18/12/1327 |
| Pectin de Montesquieu                 | Regno di Francia          | Cardinale presbitero dei Santi XII Apostoli                                       | Vescovo emerito di Albi                                                                                  |          | 17/12/1350 |
| Arnaud de Villemur, C.R.S.A.          | Regno di Francia          | Cardinale presbitero di San Sisto                                                 | Vescovo emerito di Pamiers                                                                               |          | 17/12/1350 |

Di questi, venti erano stati nominati da papa Clemente VI, tre da papa Giovanni XXII e due da papa Benedetto XII.